# 서울대학교 치의학대학원
서울대학교 치의학대학원(서울大學校 齒醫學大學院, Seoul National University School of Dentistry)는 대한민국 서울특별시 종로구의 전문대학원이다. 서울대학교의 부속 교육 기관의로, 치의사들을 양성한다.

## 연혁
- 1922년 4월 경성치과의학교 개교
- 1929년 1월 경성치과의학전문학교로 개편
- 1946년 8월 국립서울대학교 치의대학으로 개편
- 1952년 4월 서울대학교 대학원 치의학과로 개편
- 2005년 3월 서울대학교 치의학대학원으로 개편

## 교육편제
서울대학교 치의학대학원은 전문대학원 과정으로, 전문적인 치과 의사 양성에 주요 교육 목적을 두나, 학술적인 연구 활동을 위하여 박사 학위 경로도 제공하고 있다. 치의학과의 경우 학·석사 통합 과정을 제공하고 있다.

### 석사
- 치의학과

### 박사
- 치의과학과

## 같이 보기
- 서울대학교